# Zenka Dianowa
Zenka Dianowa (bulgarisch Ценка Дианова; * 9. Februar 1971 in Gabrowo) ist eine bulgarische Pianistin.

## Leben
Dianowa erhielt im Alter von drei Jahren ersten Klavierunterricht und besuchte mit fünf Jahren die Musikschule in Plewen. Danach studierte sie an der Staatlichen Musikakademie in Sofia. Zu ihren Lehrern zählten Eleonora Karamischewa, Marina Kapzinskaja, Dmitri Baschkirow und Dmitri Kosew.
1998 ging sie nach Kanada, um ihre Studien der University of Victoria fortzusetzen. Hier arbeitete sie mit Bruce Vogt und Erich Schwandt zusammen und profilierte sich als Interpretin zeitgenössischer Musik. So spielte sie die Uraufführung von Werken von Gilles Tremblay, John Celona, Wolf Edwards und Christopher Butterfield und ist Mitglied der Bulgarischen Gesellschaft für moderne Musik.
2005 begann sie ein Dissertationsstudium bei Tamás Vesmás an der Universität Auckland, wo sie seit 2006 auch unterrichtet. Sie spielte Rundfunkaufnahmen in Bulgarien, Kanada und Neuseeland ein und ist Mitglied der Pleven Philharmonics, des Victoria Symphony Orchestra und des University of Auckland Orchestra.